# Pedro Escobar (político)
Pedro Escobar Muñoz (Acedera, 11 de noviembre de 1950) es un profesor y político español, diputado entre 2007 y 2016 en la Asamblea de Extremadura por Izquierda Unida de Extremadura.

## Biografía
Nacido el 10 de noviembre de 1950 en Acedera, provincia de Badajoz, estudió Magisterio y fue profesor de Matemáticas en un Centro de Educación de Personas Adultas de Badajoz, también fue profesor de español en Italia, Francia y Portugal. Entre 1987 y 1995 fue concejal en el Ayuntamiento de Badajoz y entre 1991 y 1995 fue diputado en la Diputación Provincial. 
El 30 de septiembre de 2007 fue elegido coordinador general de Izquierda Unida de Extremadura, tras la dimisión 
Víctor Casco al no haber obtenido la formación representación en la Asamblea de Extremadura, con el 95 por ciento de los votos del Consejo Político Regional. Fue reelegido el 2 de diciembre de 2012 frente a Margarita González-Jubete con el 71,48 por ciento, tras haber sido impugnada su reelección en octubre por la Comisión de Garantías de Izquierda Unida, debido a que González-Jubete recurrió la convocatoria por irregularidades en la designación de delegados.
Izquierda Unida, con Pedro Escobar a la cabeza, se abstuvo en la votación que dio la presidencia de Extremadura al popular José Antonio Monago.
Actualmente es profesor de Matemáticas en la Universidad de Extremadura.